# Reginald VelJohnson

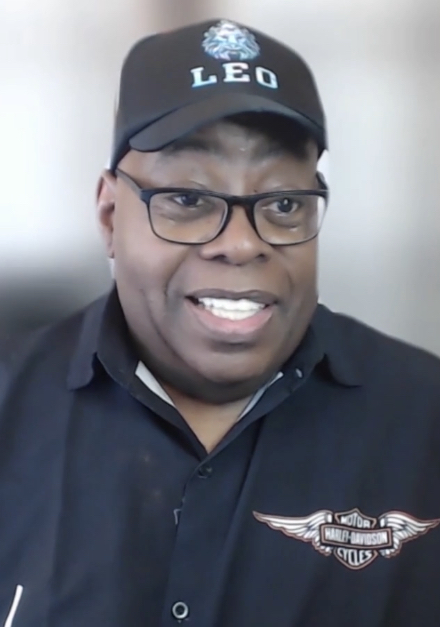
Reginald VelJohnson, 2021

Reginald VelJohnson (* 16. August 1952 in Raleigh, North Carolina) ist ein amerikanischer Schauspieler.

## Leben
VelJohnson studierte an der New York University, wo er einen Bachelor-Abschluss im Bereich Theater machte.
VelJohnson tritt seit 1979 als Schauspieler für Film und Fernsehen in Erscheinung, sein Schaffen umfasst mehr als 110 Produktionen. In seinen meisten Rollen ist er als Polizist zu sehen, wie zum Beispiel als Carl Winslow in der Sitcom Alle unter einem Dach (1989–1998), als Sergeant Al Powell in den Spielfilmen Stirb langsam (1988) und Stirb langsam 2 (1990) oder in Ghostbusters – Die Geisterjäger (1984), wo er die Gefängniszelle der inhaftierten Geisterjäger öffnet. Die Rolle des Sergeant Al Powell spielte er auch im Jahr 2008 bei einem Gastauftritt in der Fernsehserie Chuck.

## Filmografie (Auswahl)
- 1984: Ghostbusters – Die Geisterjäger (Ghostbusters)
- 1985: Remo – unbewaffnet und gefährlich (Remo Williams: The Adventure Begins)
- 1986: Crocodile Dundee – Ein Krokodil zum Küssen (Crocodile Dundee)
- 1987: Magic Sticks
- 1988: Stirb langsam (Die Hard)
- 1989: Scott & Huutsch (Turner & Hooch)
- 1989–1998: Alle unter einem Dach (Family Matters, Fernsehserie)
- 1990: Stirb langsam 2 (Die Hard 2)
- 1992: Geschichten aus der Gruft (Tales from the Crypt, Fernsehserie, Episode 4x13)
- 1996: Diagnose: Mord (Fernsehserie, Episode 6x9)
- 2000: Ground Zero – Wenn die Erde bebt (Ground Zero)
- 2001: CSI: Den Tätern auf der Spur (CSI: Crime Scene Investigation, Fernsehserie, Folgen 1x17, 1x19)
- 2002: Crossing Jordan – Pathologin mit Profil (Crossing Jordan, Fernsehserie, Folge 1x21)
- 2002: Like Mike
- 2005: Ghost Whisperer – Stimmen aus dem Jenseits (Ghost Whisperer, Fernsehserie, Folge 1x12)
- 2006: Monk (Fernsehserie, Folge 5x06)
- 2007: Bones – Die Knochenjägerin (Bones, Fernsehserie, Folge 3x09)
- 2008: Chuck (Fernsehserie, Folge 2x11)
- 2009–2010: Tripp’s Rockband (I’m in the Band, Fernsehserie, 3 Folgen)
- 2010: Du schon wieder (You Again)
- 2011: Zurück ins Glück (Marriage Retreat)
- 2011–2015: Hart of Dixie (Fernsehserie)
- 2011–2013: Mike & Molly (Fernsehserie, 5 Folgen)
- 2012: Flight 23 – Air Crash (Air Collision)
- 2012: Der große Weihnachtsauftritt (The Mistle-Tones, Fernsehfilm)
- 2012–2013: TRON: Der Aufstand (Tron: Uprising, Fernsehserie, 12 Folgen, Stimme)
- 2013: The Neighbors (Fernsehserie, 3 Folgen)
- 2018: Brooklyn Nine-Nine (Fernsehserie, Folge 5x19)
- 2020: The Very Excellent Mr. Dundee
- 2021: Scott & Huutsch (Fernsehserie, 6 Folgen)
- seit 2021: Invincible (Fernsehserie, Stimme)
- 2022: Eine Weihnachtsgeschichte zum Verlieben